# Livemocha
Livemocha (Лайвмока) — социальная сеть для любителей иностранных языков и интересующихся международным общением. Запущена в 2007 году, и закрыта в 2016 спустя три года после поглощения конкурентом.
Livemocha предлагала уроки и упражнения по 27 языкам: английскому, болгарскому, исландскому, испанскому, итальянскому, китайскому, немецкому, португальскому (бразильский вариант), русскому, украинскому, французскому, хинди, японскому и др.
Деятельность Livemocha была отмечена в авторитетных изданиях, таких как The New York Times, Wall Street Journal, USA Today, Wired Magazin, BBC и других.
Головной офис компании находился в Сиэтле.

## Интерфейс

### Изучение языков и языковая практика
Livemocha использовала так называемую методику «общины» (en:community language learning), при которой изучающие язык при совместном общении развивают желаемые навыки владения языком. Огромная роль при этом отводилась взаимопомощи, при которой носители языка действовали в качестве консультантов.
Для доступа к урокам курсов необходимо было использовать жетоны, начисляемые за проверку упражнений других пользователей и другую активность в качестве учителя. Также можно было приобрести платную подписку (gold key).
По каждому из поддерживаемых языков Livemocha предлагала курсы четырёх уровней. Каждый уровень состоял из разделов и уроков с упражнениями на чтение и аудирование, письменными и устными упражнениями. За каждое выполненное упражнение начислялись очки, что позволяло учащемуся отслеживать свой прогресс.
Имелась система достижений, таких как «Учитель недели; месяца», «Студент недели; месяца», в различных языках, определяемые активностью.
В письменных упражнениях требовалось ответить на простые вопросы или написать короткое эссе по теме изученного урока; в устных — либо прочитать готовый текст, либо порассуждать на заданную тему. Затем упражнения оценивались пользователями из числа носителей языка, которые могли оценить выполненное задание по шкале от 1 до 5 и оставить подробный комментарий. За комментарии также начислялись очки.
Кроме того, для языковой практики можно было воспользоваться текстовым, голосовым или видеочатом.

### Другие службы
Как и другие социальные сети, сервис Livemocha позволял редактировать профиль участника, размещать изображение, добавлять и удалять друзей, обмениваться сообщениями, как по электронной почте, вести обсуждение и предлагать идеи новых функций разработчикам на специальном блоге.

## Поглощение и закрытие
В 2013 году социальная сеть была приобретена своим оппонентом Rosetta Stone. На тот момент количество участников достигло 16 миллионов. Однако 22 апреля 2016 года всем зарегистрированным пользователем пришло письмо о том, что сервис прекратил свою работу, и они не смогут больше посещать данную страницу.